# Li Chunyang
Li Chunyang (李春阳S; 2 febbraio 1968) è un ex ginnasta cinese.

## Palmarès

### Olimpiadi
- 1 medaglia:
  - 1 argento (Barcellona 1992 nel concorso a squadre)

### Mondiali
- 6 medaglie:
  - 2 ori (Stoccarda 1989 nella sbarra; Indianapolis 1991 nella sbarra)
  - 2 argenti (Rotterdam 1987 nel concorso a squadre; Indianapolis 1991 nel concorso a squadre)
  - 2 bronzi (Stoccarda 1989 nel concorso a squadre; Stoccarda 1989 nel corpo libero)